# Abédi Pelé
Abédi Pelé, vlastním jménem Abédi Ayew (* 5. listopadu 1964) je bývalý ghanský fotbalista, který hrál na postu záložníka nebo útočníka. Pelé ho roku 2004 zařadil mezi 125 nejlepších žijících fotbalistů.
Spolu se svou manželkou vlastní fotbalový klub Nania FC s mládežnickou akademií. Jeho tři synové André, Abdul Rahim a Jordan jsou také fotbalovými reprezentanty Ghany.

## Fotbalová kariéra
Kariéru začínal v Real Tamale United football Club, jako jeden z prvních afrických fotbalistů se prosadil v evropských velkoklubech: Olympique de Marseille, s nímž vyhrál Ligu mistrů, později Olympique Lyon a Torino FC. Za ghanský národní tým odehrál 67 zápasů a vstřelil v nich 33 gólů, zúčastnil se s ním pěti kontinentálních šampionátů.

## Úspěchy

### Klubové
- Liga mistrů UEFA 1992/93 – 1. místo

### Reprezentační
- Africký pohár národů 1982 – 1. místo

### Individuální
- Africký fotbalista roku: 1991, 1992, 1993
- BBC African Footballer of the Year: 1991 [2]
- Řád Volty – Ghana, 1996
- FIFA 100